# Barkol
Barkol (en uigur: باركول قازاق اۆتونوميالىق اۋدانى, romanizado: Barköl Qazaq avtonomïyalıq awdanı, en chino, 巴里坤哈萨克自治县; pinyin, Bālǐkūn hāsàkè zìzhìxiàn) también conocida por su nombre chino Zhenxi (en chino, 镇西; pinyin, zhènxī; literalmente, ‘la calma del poniente’) es un condado autónomo bajo la administración directa de la Prefectura Kumul en la Región autónoma de Sinkiang, República Popular China. Su área es de 36900 km² y su población total para 2010 superó los 75 mil habitantes.
El condado se destaca por la cría de camellos y caballos, siendo el caballo Barkol muy conocido en toda China. Debido a la gran cantidad de camellos, que no tiene paralelo en China, el condado recibe el sobrenombre de "condado de los diez mil camellos".

## Administración
Desde 2013, el condado autónomo Barkol se divide en 12 pueblos que se administran en 5 poblados y 7 villas.

## Toponimia
La ciudad toma el nombre del cercano lago de agua salada Barkol, tanto la ciudad como el lago, están situados en una depresión de falla cerrada por las montañas Barkol en la parte oriental de las montañas Tianshan.
Una teoría es que Barkol significa "lago del tigre" en turco,  otra teoría es que es un homófono del mongol "Barkul", que significa "pata delantera del tigre", y lleva el nombre del peligroso terreno. 
Como las otras regiones autónomas, se caracteriza por estar asociada a un grupo étnico minoritario. En la ciudad habitan 13 grupos étnicos, entre ellos los han, los kazajos, los uigures y los mongoles, de los cuales los kazajos representan el 35% y otras minorías étnicas el 2%.

## Historia
En la Antigüedad esta zona se conoció como Pulei (蒲类), primero se registra como reino, y después como una provincia autóctona en la dinastía Han (59 aC) , de sus habitantes se dice que eran personas preparadas para el combate, pues sabían fabricar arcos y flechas, entrenar caballos y adiestrarse para la guerra. Con los conflictos de intereses causados por la expansión de la seda hacia el oeste y la expansión del budismo hacia el este, Pulei estaba en constante conflicto.
Después de que la dinastía Tang estableció el Protectorado de Beiting y Tingzhou, se estableció el condado de Pulei (640 AD). Después de que los tibetanos capturaron el Protectorado de Beiting, Pulei cayó gradualmente en manos de los uigures.
En la dinastía Yuan (1271), pertenecía a la frontera oriental de la provincia de Besbali y al principio se llamó Barkul (巴尔库勒). En la dinastía Qing (1697), Barkul pasó a llamarse Barkol.  
En el segundo año de la República de China (1913), se estableció el condado Zhenxi. En 1954, se restauró el nombre del condado a Barkol y se estableció el condado autónomo kazajo de Barkol, bajo la jurisdicción de la ciudad de Hami. Es uno de los tres condados autónomos kazajos del país.